# Ras Ben Sekka
Ras Ben Sekka (àrab: رأس بن سكة, Raʾs Ibn Sikka) és un cap situat al nord de Bizerta a Tunísia, a l'oest del Cap Blanc o Ras al-Abiad. És el punt més al nord del continent africà, honor que sovint és atribuït al Cap Blanc. A la seva rodalia hi ha la vila de Sidi Bou Chakroun.